# Taucherglocke

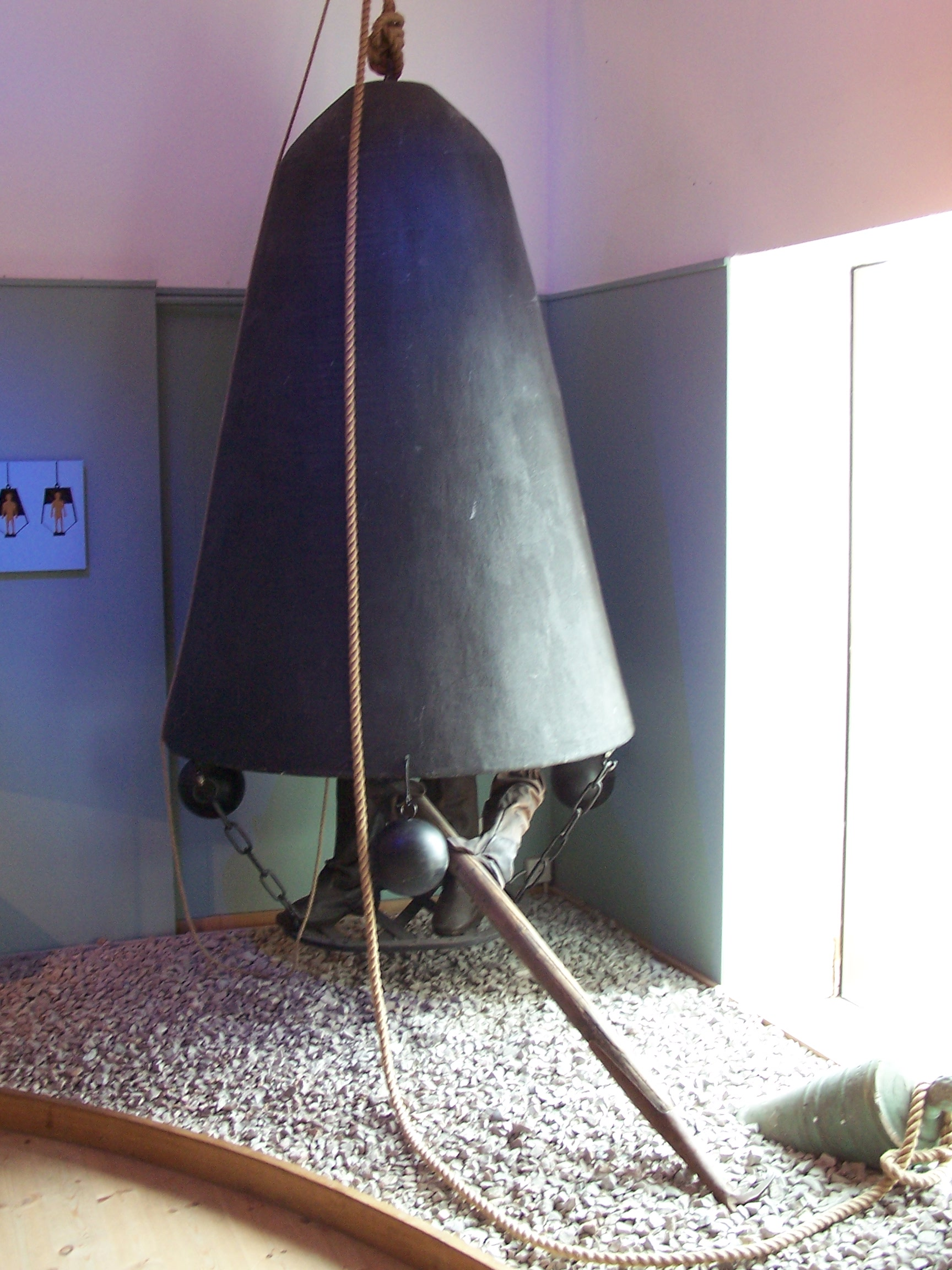
Taucherglocke im Marinemuseum von Karlskrona

Die Taucherglocke ist ein Behälter, der mit Luft gefüllt ist und durch sein Gewicht – trotz der Luft im Inneren – im Wasser nicht aufschwimmt, sondern absinkt. Sie ermöglicht es, sich längere Zeit unter Wasser aufzuhalten und Arbeiten auszuführen.

## Konstruktionsprinzip
Grundsätzlich kann man Taucherglocken danach unterscheiden, ob sie offen oder geschlossen sind, sowie ob sie über eine Luftversorgung verfügen oder nicht.

### Offene Taucherglocken ohne Luftversorgung

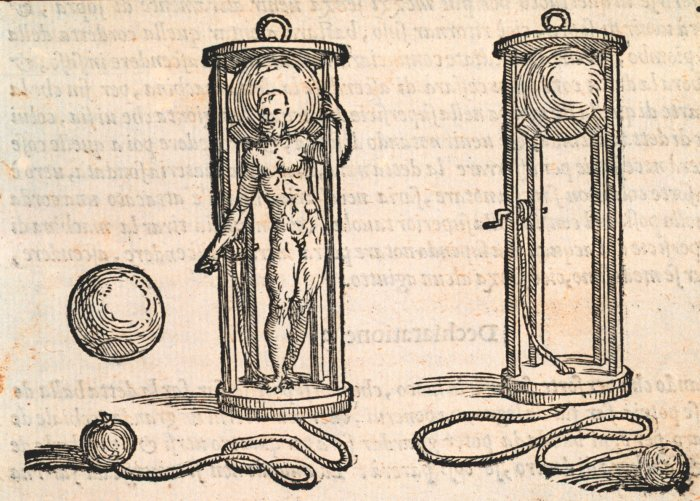
Eine frühe Taucherglocke aus dem 16. Jahrhundert

Ein unten offener Holz- oder Metallkasten hängt an einer Eisenkette oder einem Stahlseil. Beim Absenken des Kastens im Wasser wird die Luftblase im Inneren durch den Wasserdruck so weit zusammengepresst, bis der Wasserdruck und der Luftdruck in der Blase gleich sind. Es handelt sich hierbei um die älteste Bauweise, die bereits von Aristoteles beschrieben wurde. Sie diente beispielsweise Perlentauchern als Basis in der Tiefe, die es entbehrlich machten, dass die Taucher dadurch Zeit verloren, dass sie mit einem Atemzug zunächst von der Oberfläche nach unten und auch wieder nach oben gelangen mussten. Die Grundzeit war entsprechend gering. In einer Taucherglocke wurden die Taucher herabgelassen, holten Atem, stiegen aus, verrichteten ihre Arbeiten und kamen in die Glocke zurück. Dies konnten sie mehrfach wiederholen. Die Tauchgänge konnten so statt zirka zwei Minuten bis zu einer Viertelstunde dauern.

### Offene Taucherglocken mit Luftversorgung

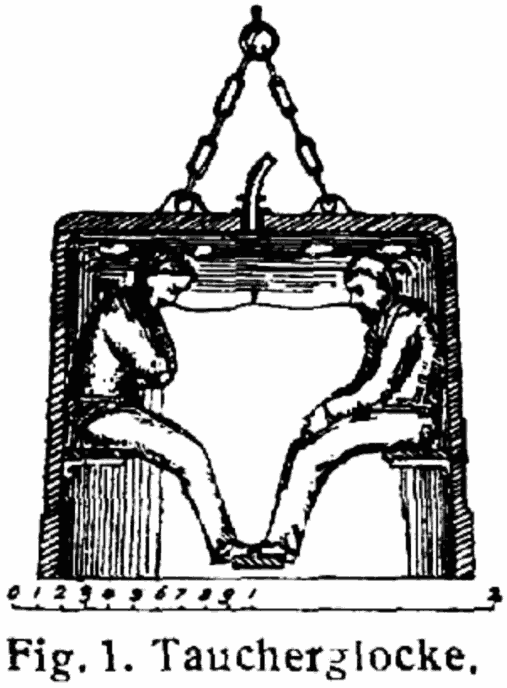
Taucherglocke in einer Darstellung des 19. Jahrhunderts

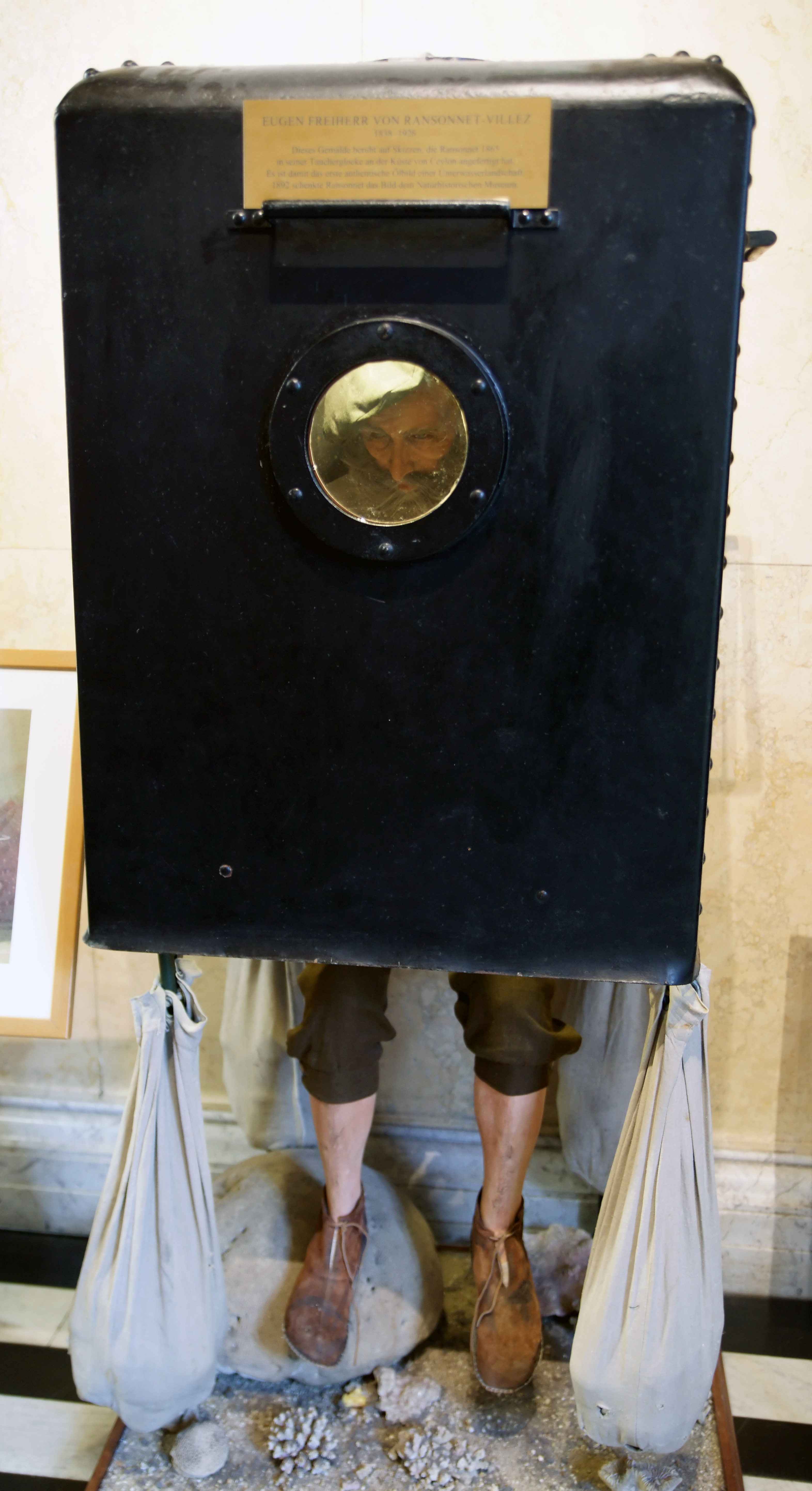
Rekonstruktion der Taucherglocke von Eugen von Ransonnet-Villez

Die Taucherglocke ohne Luftversorgung hatte den Nachteil, dass die Tauchzeit zwar länger war als bei Freitauchern, aber immer noch dadurch begrenzt, dass sich erstens die Luftreserve mit der Zeit mit dem Kohlendioxid der Ausatemluft anreicherte und zweitens die Luftblase zudem bereits beim Absenken zusammengedrückt und damit verringert wurde (Boyle-Mariottesches Gesetz).
Die vom Spanier Jerónimo de Ayanz 1606 patentierten Erfindungen im Zusammenhang mit dem Tauchen gerieten lange in Vergessenheit. Die entsprechenden Patente wurden erst zu Beginn des 21. Jahrhunderts im Archiv von Simancas wiederentdeckt. Die von Ayanz entwickelte Tauchglocke war mit Schläuchen und Ventilen verbunden, welche die Ein- und Ausatmung ermöglichten. Mittels eines Blasbalgs wurde von außen Luft zugeführt. Im August 1602 wohnte Philipp III. einem Tauchgang im Fluss Pisuerga bei Valladolid bei. Als der Taucher über eine Stunde unter Wasser war, befahl der König, ihn heraufzuholen. Der Mann erklärte dem Monarchen, dass er noch viel länger hätte unten bleiben können; nur die Kälte und der Hunger würden seine Tauchzeit limitieren.
Am 7. Oktober 1691 stellte Edmund Halley (nach ihm ist der Halleysche Komet benannt) ebenfalls eine Taucherglocke mit Luftversorgung vor. Dabei wurden neben der Glocke Fässer mit Frischluft herabgelassen. Sobald diese tiefer als die Glocke lagen, konnte man die frische Luft hineinleiten. Dieses ermöglichte es, die Atemluft zu erneuern und auch die Luftblase nach und nach zu vergrößern. Halley selbst blieb mit dieser Vorrichtung 1,5 Stunden in 15 Metern Tiefe.
Ein Taucher, der durch einen Atemschlauch mit der Taucherglocke verbunden war, konnte nun die vorkomprimierte Luft besser einatmen.
Ab 1775 stattete man die so versorgten Glocken mit Ablasshähnen aus. So konnte man die verbrauchte Luft teilweise ablassen, ehe man die Frischluft aus den Fässern zuführte.
Mit der Entwicklung leistungsfähiger und zugleich hinreichend mobiler Kompressoren wurde es möglich, die Luft fortlaufend herabzupumpen und das Innere der Taucherglocke andauernd trocken zu halten. Die erste Glocke dieser Art wurde 1778 von dem britischen Wasserbauingenieur John Smeaton gebaut.

#### Der Senkkasten
Eine Weiterentwicklung der offenen Taucherglocke ist der Senkkasten (frz. Caisson = Kasten), der bei größeren Arbeiten auf dem Grund von Gewässern benutzt wird. Vor allem bei Arbeiten im Hafenbecken, im Tunnel- und Brückenbau ist dieses Gerät unabdingbar. Der erste Senkkasten wurde 1850 gebaut und eingesetzt. In deutschen Gewässern ist er seit Ende des 19. Jahrhunderts als Taucherschacht und später – mit eigenem Antrieb – als Taucherglockenschiff in Betrieb (siehe Kaiman und Carl Straat).
Auch hier wird die Luft mittels Kompressoren über Luftschläuche ständig in den Kasten gedrückt. Der Luftdruck ist dabei im Kasten etwas höher als der umgebende Wasserdruck. Der Einstieg erfolgt über eine Druckschleuse. Die Unterkante des Senkkastens liegt unmittelbar auf dem Grund auf oder drückt sich in weichen Untergrund. Dadurch ist es möglich, fast trocken zu arbeiten.

### Die geschlossene Taucherglocke

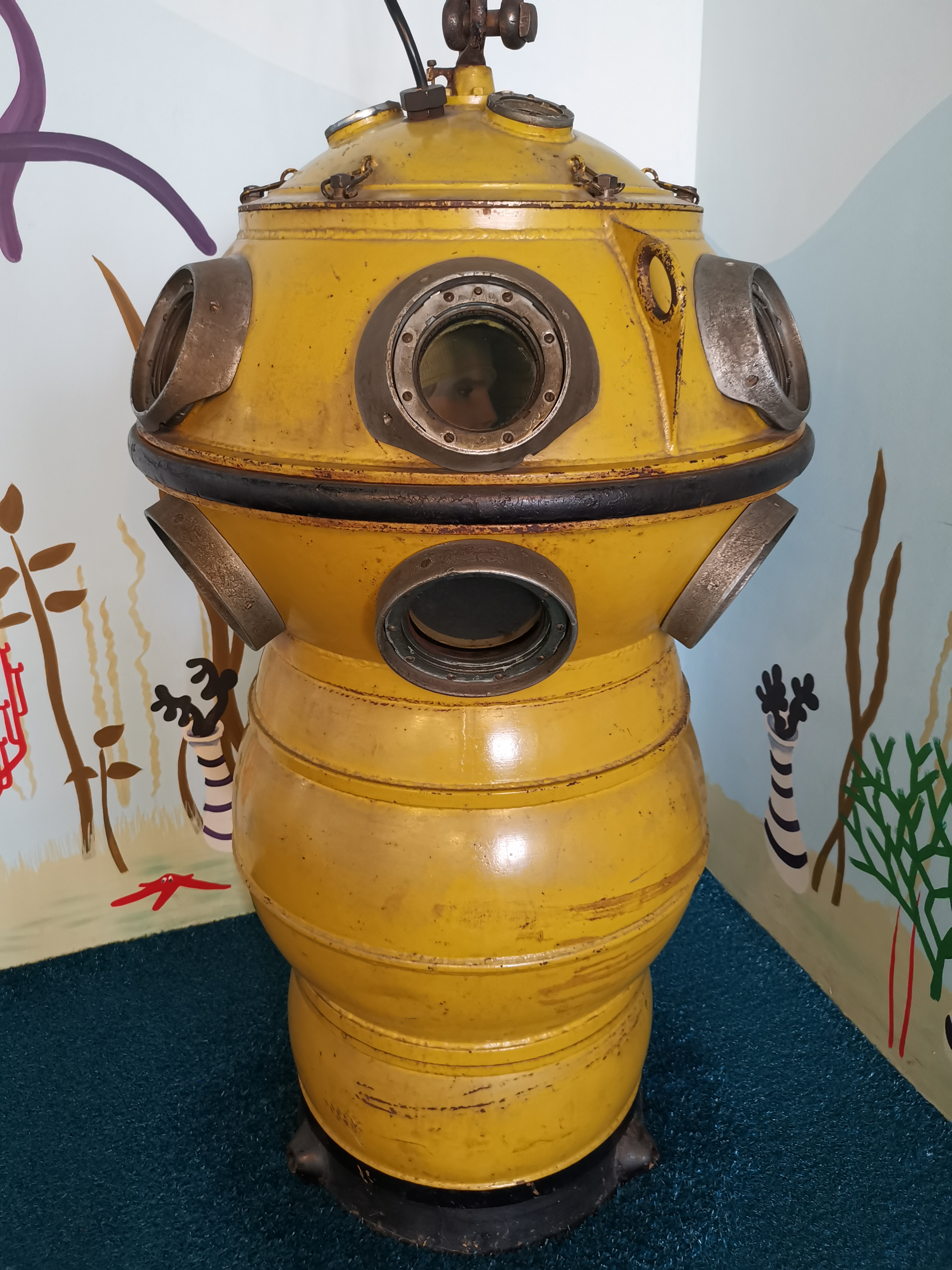
Taucherglocke im Museum Windstärke 10 Cuxhaven

Den vorläufigen Endpunkt der Entwicklung stellt die geschlossene Taucherglocke dar. Sie dient vorrangig als Tauchertransportmittel beim Sättigungstauchen, bei dem die Taucher bereits an der Oberfläche auf den Umgebungsdruck in der Arbeitstiefe gebracht werden und längere Zeit unter diesem Druck leben. Sie müssen unter Erhaltung des Drucks in die Tiefe gebracht werden. Hierzu dient die geschlossene Taucherglocke. Sie ist druckdicht abgedichtet und dockt an die Druckkammer, in der die Taucher sich an der Oberfläche aufhalten, an. Diese steigen ein, die Glocke wird verschlossen und ins Wasser gelassen. In der Tiefe öffnen die Taucher sie von innen und können aussteigen. Die Versorgung geschieht dabei über die üblichen Versorgungsleitungen, eine Notfallgasversorgung an der Glocke dient zur Überbrückung eventueller Ausfälle. Bei Tieftauchgängen wird die Versorgung des Tauchers von der Glocke aus sichergestellt, ein zweiter Taucher dient der Sicherheit bzw. Kontrolle. Die Grenzen der Konstruktion werden durch Integration in Arbeits-U-Boot-Konstruktionen (z. B. Felinto Perry, PC-18), durch Nutzung als Beobachtungskapsel und Ausrüstung mit ferngesteuerten Greifern bzw. Propellern für seitliche Bewegungen erweitert.

## Taucherglocken heute
Die offene Taucherglocke eignete sich für Tauchgänge im flachen Wasser. Moderne, geschlossene Taucherglocken sind hierbei leistungsfähiger und flexibler. Sie finden Anwendung als:
- Senkkasten/Caisson/trockene Arbeitskammer;
- stationäre, offene Dekompressionshilfe/Dekostation und Kommunikationshilfe („Telefonzelle“) in verschiedenen Tiefen (in der Regel ohne Luftversorgung, die Taucher atmen aus ihren Tauchgeräten weiter);
- Dekompressions- und Tauchertransportmittel für Sättigungstauchgänge, als Teil des Druckkammersystems;
- Unterwasserstationen mit Umgebungsdruck (Leben, Arbeiten oder Urlaub unter Wasser);
- Rettungsglocke zur Evakuierung der Besatzung havarierter U-Boote;
- Teil eines Tauchertransport-U-Bootes;
- Taucherglockenschiffe Carl Straat und Archimedes der Wasserstraßen- und Schifffahrtsverwaltung des Bundes;
- Taucherschacht Kaiman Bj. 1892, bis 2006 beim Wasser- und Schifffahrtsamt Bingen im Einsatz;
- Taucherschacht II im Wissenschaftshafen Magdeburg.

## Zeittafel
- um 320 v. Chr.: Aristoteles beschreibt das Prinzip der Taucherglocke. In der Folgezeit gerät es wieder in Vergessenheit.
- 1535: Guglielmo de Lorena und Francesco de Marchi benutzen eine Taucherglocke beim Versuch, auf dem Grund des Nemisees die später als Nemi-Schiffe bekannten Wracks zu bergen.[3]
- 1538: In Toledo wird eine offene Taucherglocke ohne Luftversorgung vorgeführt.
- 1583/84: Der Italiener Giuseppe Bono führt in Lissabon in Anwesenheit Philipps II. eine Tauchglocke vor, "ohne dabei nass geworden zu sein", die er "zum Perlentauchen" einsetzen will.[4]
- 1616: Franz Kessler veröffentlicht seine Konstruktionsskizze einer Taucherglocke.
- um 1665: Der britische Kapitän William Phipps „erfindet erneut“ die offene Taucherglocke ohne Luftversorgung, mit deren Hilfe es ihm gelingt, vor der Mündung des Río de la Plata große Mengen von Gold und Silber zu bergen.
- 1691: Denis Papin experimentiert mit der Luftversorgung einer Taucherglocke vermittels Blasebälgen. Edmund Halley lässt sich eine Taucherglocke mit Luftversorgung durch Fässer patentieren.
- 1778: John Smeaton baut die erste schlauchversorgte Taucherglocke.
- 1850: Der Franzose Cavé setzt den ersten Senkkasten für Bauarbeiten im Nil ein.
- 1892: Fa. Hanner u. Comp., Duisburg baut das Tauchglockenschiff Kaiman für Arbeitseinsätze auf dem Rhein.[5]